# Timea Bacsinszky
Timea Bacsinszky (Lausana, Suiza, 8 de junio de 1989) es una extenista profesional suiza.
Timea comenzó a jugar al tenis a los 3 años y ya siendo muy joven comenzó a destacar. Como junior, alcanzó las semifinales de los Grand Slams de Australia (2004 y 2005) y Roland Garros (2004). A lo largo de su carrera logró obtener cuatro títulos WTA en individuales y cinco en dobles. Bacsinszky anunció su retiro del tenis profesional el 16 de julio de 2021.

## Títulos WTA (9; 4+5)

### Individual (4)
| Leyenda                                |
| -------------------------------------- |
| Grand Slam (0)                         |
| Juegos Olímpicos (0)                   |
| WTA Tour Championships (0)             |
| P. Mandatory & Premier 5, WTA 1000 (0) |
| Premier, WTA 500 (0)                   |
| International, WTA 250 (4)             |

| N.º | Fecha                 | Torneo     | Superficie    | Oponente en la final | Resultado     |
| 1.  | 19 de octubre de 2009 | Luxemburgo | Dura (i)      | Sabine Lisicki       | 6-2, 7-5      |
| 2.  | 28 de febrero de 2015 | Acapulco   | Dura          | Caroline Garcia      | 6-3, 6-0      |
| 3.  | 8 de marzo de 2015    | Monterrey  | Dura          | Caroline Garcia      | 4-6, 6-2, 6-4 |
| 4.  | 30 de abril de 2016   | Rabat      | Tierra batida | Marina Erakovic      | 6-2, 6-1      |

#### Finalista (3)
| N.º | Fecha                 | Torneo      | Superficie    | Oponente en la final | Resultado |
| 1.  | 25 de julio de 2010   | Bad Gastein | Tierra batida | Julia Görges         | 1-6, 4-6  |
| 2.  | 10 de enero de 2015   | Shenzhen    | Dura          | Simona Halep         | 2-6, 2-6  |
| 3.  | 11 de octubre de 2015 | Pekín       | Dura          | Garbiñe Muguruza     | 5-7, 4-6  |

### Dobles (5)
| Leyenda                                |
| -------------------------------------- |
| Grand Slam (0)                         |
| Juegos Olímpicos (0)                   |
| WTA Tour Championships (0)             |
| P. Mandatory & Premier 5, WTA 1000 (0) |
| Premier, WTA 500 (1)                   |
| International, WTA 250 (4)             |

| N.º | Fecha                 | Torneo          | Superficie    | Pareja           | Oponentes en la final                     | Resultado        |
| 1.  | 5 de julio de 2010    | Budapest        | Tierra batida | Tathiana Garbin  | Sorana Cîrstea Anabel Medina              | 6-3, 6-3         |
| 2.  | 12 de julio de 2010   | Praga           | Tierra batida | Tathiana Garbin  | Monica Niculescu Ágnes Szávay             | 7-5, 7-6(4)      |
| 3.  | 24 de octubre de 2010 | Luxemburgo      | Dura (i)      | Tathiana Garbin  | Iveta Benesova Barbora Záhlavová-Strýcová | 6-4, 6-4         |
| 4.  | 18 de octubre de 2014 | Luxemburgo      | Dura (i)      | Kristina Barrois | Lucie Hradecká Barbora Krejčíková         | 3-6, 6-4, [10-4] |
| 5.  | 4 de febrero de 2018  | San Petersburgo | Dura (i)      | Vera Zvonareva   | Alla Kudryavtseva Katarina Srebotnik      | 2-6, 6-1, [10-3] |

#### Finalista (4)
| N.º | Fecha                | Torneo          | Superficie    | Pareja            | Oponentes en la final              | Resultado        |
| 1.  | 17 de abril de 2010  | Barcelona       | Tierra batida | Tathiana Garbin   | Sara Errani Roberta Vinci          | 1-6, 6-3, [2-10] |
| 2.  | 14 de agosto de 2016 | JJ.OO. Río 2016 | Dura          | Martina Hingis    | Yekaterina Makarova Yelena Vesnina | 4-6, 4-6         |
| 3.  | 16 de abril de 2017  | Biel            | Dura (i)      | Martina Hingis    | Su-Wei Hsieh Monica Niculescu      | 7-5, 3-6, [7-10] |
| 4.  | 22 de julio de 2018  | Gstaad          | Tierra batida | Lara Arruabarrena | Alexa Guarachi Desirae Krawczyk    | 6-4, 4-6, [6-10] |

## Clasificación en los torneos del Grand Slam
| Tournament             | 2007 | 2008 | 2009 | 2010 | 2011 | 2012 | 2013 | 2014 | 2015 | 2016 | 2017 | G-P  |
| ---------------------- | ---- | ---- | ---- | ---- | ---- | ---- | ---- | ---- | ---- | ---- | ---- | ---- |
| Abierto de Australia   | -    | 2R   | -    | 1R   | 1R   | -    | -    | -    | 3R   | 2R   | 3R   | 6-6  |
| Roland Garros          | 2R   | 2R   | 2R   | 2R   | -    | -    | -    | 2R   | SF   | CF   | SF   | 15-7 |
| Wimbledon              | 1R   | 2R   | 2R   | 1R   | -    | -    | -    | 2R   | CF   | 3R   | 3R   | 11-8 |
| US Open                | 1R   | 3R   | 2R   | 1R   | -    | 1R   | -    | 2R   | 1R   | 2R   |      | 5–8  |
| WTA Tour Championships | -    | -    | -    | -    | -    | -    | -    | -    | -    | -    |      | 0-0  |